# Błoniec
Błoniec (1992-2007 Błoniec-Nowa Wieś) – wieś w Polsce położona w województwie świętokrzyskim, w powiecie buskim, w gminie Busko-Zdrój.
W latach 1975–1998 miejscowość administracyjnie należała do województwa kieleckiego.
Wieś sołecka - zobacz jednostki pomocnicze gminy Busko-Zdrój w  BIP

## Położenie
Wieś Błoniec zlokalizowana jest na północ od Szczaworyża, u podnóża najwyższego wzniesienia w gminie Busko, stanowiącego część Garbu Pińczowskiego (nazywanego też Garbem Wójczańsko-Pińczowskim) – wzgórza Błoniec, wysokiego na 333 m n.p.m.
Przez wieś przechodzi  zielony szlak turystyczny z Wiślicy do Grochowisk.
Miejscowość znajduje się na odnowionej trasie Małopolskiej Drogi św. Jakuba z Sandomierza do Tyńca, która to jest odzwierciedleniem dawnej średniowiecznej drogi do Santiago de Compostela.

## Historia
W Słowniku Geograficznym Królestwa Polskiego” z 1888 r. wymieniony jest Błoniec jako osada w ówczesnym powiecie stopnickim, gminie Pęczelice parafii Szczaworyż.

W spisie z roku 1827 osada nie ujęta.

W spisie powszechnym z roku 1921 Błoniec występuje jako wieś z 12 budynkami i 97 mieszkańcami.(Skorowidz miejscowości Rzeczypospolitej Polskiej T.III Województwo Kieleckie s.134)
Zachował się oryginał z 1916 r. planu podziału gruntów – wydzielenia indywidualnych pastwisk dla włościan z Błońca, przechowywany obecnie u sołtysa wsi.

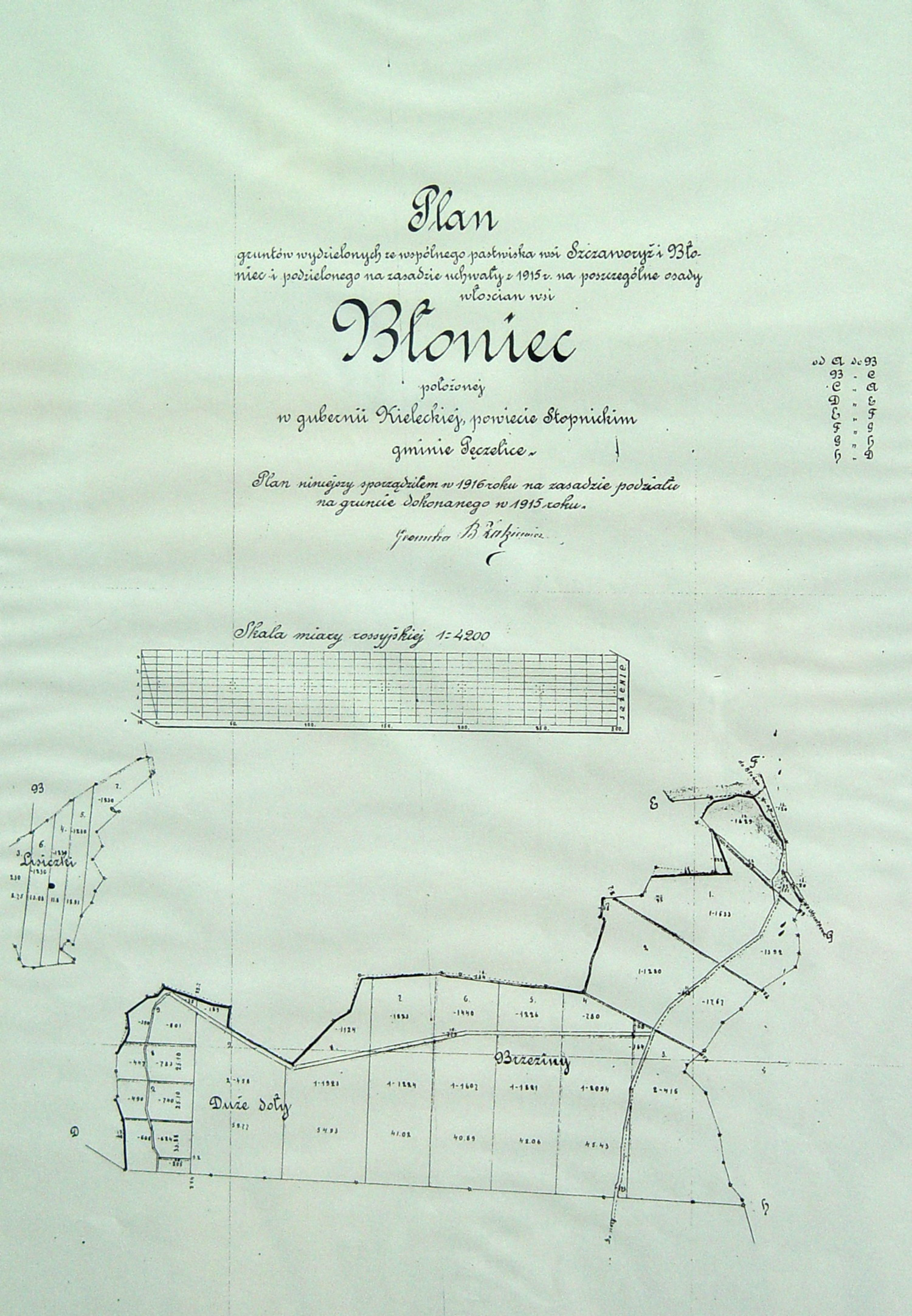
Kopia planu podziału pastwiska z 1916 r. dla włościan wsi Błoniec

W latach 30. XX w. na wzgórzu Błoniec wybudowano wysoką na kilkadziesiąt metrów wieżę triangulacyjną, służącą do celów pomiarowych i obserwacyjnych. W czasie II wojny uległa ona zniszczeniu. Po wojnie w jej miejscu wybudowano punkt triangulacyjny. Obecnie na wzgórzu Błoniec stoi charakterystyczny i z daleka widoczny maszt telefonii komórkowej.

### Okres okupacji
W latach okupacji hitlerowskiej, 30 lipca 1944 r. w stojącym po dziś dzień drewnianym domu, na końcu wsi, opodal zakrętu do wąwozu, odbyła się konferencja scaleniowa AK i BCh. Uczestniczyli w niej:
ze strony AK:
- komendant Obwodu Buskiego AK mjr Wacław Ćmakowski „Srogi”,
- z-ca komendanta kpt.„Stary”,
- delegat rządu na powiat buski Michał Łuczyński „Roman”,
- kwatermistrz por. Stanisław Cybiński „Artur”,
- żołnierz Jan Nycz „Śmiały”,

ze strony Batalionów Chłopskich:
- komendant Obwodu Stopnickiego BCh kpt. Józef Grochowski „Kłonica”,
- prof. Stanisław Szczotka,
- inż. Władysław Materny,
- Antoni Gurnicz „Gabriel”.

## Ciekawostka
Do 1993 r. Błoniec był jedyną wsią w gminie Busko-Zdrój, w której nie było żadnego krzyża czy to figury przydrożnej. Wtedy to, z inicjatywy proboszcza parafii Szczaworyż, ks. Stanisława Kondraka w centrum wsi wybudowano z głazów postument na którym ustawiono figurę Matki Boskiej z napisem „Matce Rodzin 1993 r.”